# Prix du meilleur scénario de la Mostra de Venise
Le prix du meilleur scénario de la Mostra de Venise (Premio per la migliore sceneggiatura) est une récompense remise chaque année depuis 2013 lors de la Mostra de Venise. Il récompense le meilleur scénariste de la compétition officielle.
Le prix était remis comme Osella d'or jusqu'à 2012. Depuis 2013, le trophée est un lion de métal et ne porte plus Osella dans son intitulé.

## Palmarès

### Années 2010
- 2013 : Jeff Pope et Steve Coogan pour Philomena •  Royaume-Uni
- 2014 : Rakhshan Bani-Etemad et Farid Mostafavi (en) pour Tales (قصه‌ها, Ghesse-ha) •  Iran
- 2015 : Christian Vincent pour L'Hermine •  France
- 2016 : Noah Oppenheim pour Jackie •  États-Unis
- 2017 : Martin McDonagh pour Three Billboards : Les Panneaux de la vengeance •  Royaume-Uni/ États-Unis
- 2018 : Joel et Ethan Coen pour The Ballad of Buster Scruggs •  États-Unis
- 2019 : Yonfan pour No.7 Cherry Lane •  Hong Kong

### Années 2020
- 2020 : Chaitanya Tamhane pour The Disciple •  Inde
- 2021 : Maggie Gyllenhaal pour The Lost Daughter •  États-Unis
- 2022 : Martin McDonagh pour Les Banshees d'Inisherin •  Irlande
- 2023 : Guillermo Calderón et Pablo Larraín pour El Conde •  Chili
- 2024 : Murilo Hauser et Heitor Lorega pour I'm Still Here (Ainda estou aqui)  •  Brésil